# Crisis del Agua en Flint

## Resumen

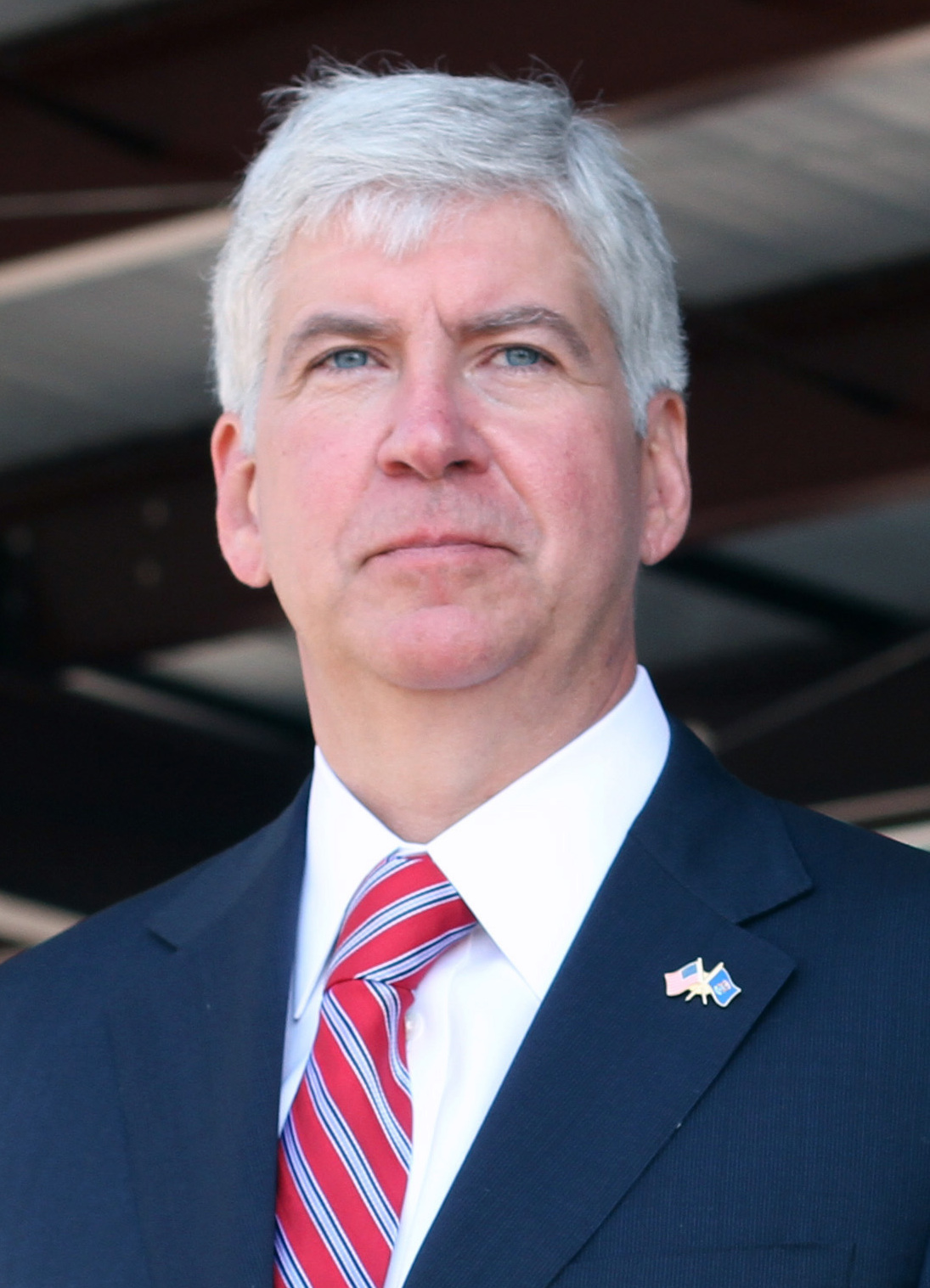
Gobernador del Estado de Michigan (1/1/2011 - 1/1/2019)

La crisis del agua en Flint es un problema de contaminación del agua destinada a consumo humano que sucede en la localidad de Flint, Míchigan, en los Estados Unidos.
Después de cambiar la fuente de alimentación del agua tratada del Lago Hurón (vía Detroit) al río Flint, el agua potable de la ciudad ha tenido una serie de problemas que culminaron en contaminación por plomo, creando un grave peligro para la salud pública. El agua corrosiva del río Flint lixivió el plomo de las viejas tuberías de agua, mezclándose en el suministro de agua, produciendo niveles extremadamente altos de plomo. Como resultado, entre 6,000 y 12,000 residentes presentaron elevados niveles de plomo en la sangre y experimentaron una gama de graves problemas de salud.  El cambio de agua es también una posible causa de un brote de legionelosis en el condado, que ha matado 10 personas y afectado a otros 77.
El 13 de noviembre de 2015, cuatro familias presentaron una demanda federal colectiva ante el Tribunal de Distrito de los Estados Unidos para el Distrito Oriental de Michigan en Detroit en contra del Gobernador Rick Snyder y otros trece oficiales municipales y estatales y tres personas diferentes presentaron una demanda similar en el Tribunal estatal dos meses más tarde y tres demandas más se presentaron después de eso. Por separado, la Fiscalía de Estados Unidos para el Distrito Oriental de Michigan y la Fiscalía General de Michigan iniciaron investigaciones. El 5 de enero de 2016, el Gobernador de Michigan declaró estado de emergencia, antes de que el Presidente Barack Obama declarara la crisis como un estado de emergencia federal, autorizando ayuda adicional de la Agencia Federal para el Manejo de Emergencias y el Departamento de Seguridad Nacional de los Estados Unidos en menos de dos semanas.
Cuatro oficiales de gobierno, uno de la Ciudad de Flint, dos del Departamento de Calidad Medioambiental de Michigan y uno de la Agencia de Protección Ambiental, renunciaron por el mal manejo de la crisis y Snyder emitió una disculpa a los ciudadanos, mientras prometía dinero a Flint para atención medica y mejora de las infraestructuras.

## Antes de 2014
Flint construyó su primera planta para el tratamiento de agua (ya desaparecida) en 1917. La ciudad construyó su segunda planta en 1952.
En 1962, hubo planes para construir una tubería de agua desde el Lago Hurón hasta Flint, pero debido a un escándalo por enriquecimiento ilícito de bienes raíces, la Comisión de la ciudad abandonó el proyecto de tubería en 1964, decidiendo en su lugar comprar el agua a la Ciudad de Detroit.
En 1967, la ciudad dejó de tratar su propia agua cuándo se completó una línea de tubería de Agua desde Detroit.